# Мамедли, Бахрам Мамед оглы
Бахрам Мамед оглы Мамедли (азерб. Məmmədli Bəhram Məmməd oğlu; род. 1975) — судья Верховного суда Азербайджана.

## Биография
Родился в 1975 году. В 1997 году окончил Бакинский государственный университет, факультет юриспруденции. Кандидат юридических наук.
С 1997 по 1998 год являлся специалистом редакции Сборника законодательства Министерства юстиции Азербайджана.
С 1998 по 2001 год являлся главным специалистом управления законодательства Министерства юстиции Азербайджана.
С 2001 по 2002 год являлся специалистом, с 2002 по 2005 год — советником, с 2005 по 2006 год — старшим советником отдела законодательства и юридической экспертизы исполнительного аппарата Президента Азербайджана.
С 2006 по 2009 год являлся старшим советником отдела государственного контроля исполнительного аппарата Президента Азербайджана.
С 2009 по 2015 год являлся старшим советником, с 2015 по 2019 год — главным советником отдела государственного контроля Администрации Президента Азербайджана.
С 2019 по 2020 год — главный советник сектора контроля за исполнением законодательства отдела государственного контроля Администрации Президента Азербайджана.
Судья коммерческой коллегии Верховного суда Азербайджана (с 5 мая 2020).

## Награды
- Медаль «Прогресс» (11 февраля 2023)[2]